# Pseudocragia quadrinotata
Pseudocragia quadrinotata is een vlinder uit de familie van de spinneruilen (Erebidae). De wetenschappelijke naam van deze soort werd voor het eerst voorgesteld als Setina quadrinotata door Francis Walker in een publicatie uit 1864.
Deze soort komt voor in Oeganda, Kenia, Rwanda en Zuid-Afrika.